# 虎踞关
虎踞关，是南京市鼓楼区的一条街道，南起广州路，北接西康路。相传诸葛亮和孙权讨论建都形势时，说“钟山龙蟠，石城虎踞”，又因其坡陡难行，似关隘一般，因此命名为“虎踞关”。20世纪90年代拓宽，长800米，宽20-26米。